# Hemiphyllodactylus pardalis
Hemiphyllodactylus pardalis — вид ящірок з родини геконових (Gekkonidae). Відкритий у 2020 році.

## Поширення
Ендемік Таїланду. Розповсюджений уздовж північної частини гірського хребта Тенасерім на півдні та сході країни.